# Albrecht von Boeselager
Pour les articles homonymes, voir Boeselager.
Albrecht Freiherr von Boeselager, né le 4 octobre 1949 à Altenahr, est un juriste allemand et, de 1989 à 2014, grand hospitalier de l'ordre souverain de Malte. Depuis 2014, il est grand chancelier de l'Ordre.

## Biographie
Boesalager est le fils de Philipp Freiherr von Boeselager (1917-2008), qui a participé à l'opération Walkyrie contre Hitler, et de la comtesse Rosa Maria von Westphalen zu Fürstenberg (1923-2014). Il a épousé en 1984, Praxède, née baronne von und zu Guttenberg, une sœur d'Enoch Freiherr von und zu Guttenberg, fille du politicien CSU, Karl-Theodor zu Guttenberg (1921-1972) et de Rosa Sophie, Princesse et duchesse von Arenberg (1922-2012). Il est le père de cinq enfants. Le banquier Georg von Boeselager est son frère cadet.
Il poursuit ses études au collège jésuite Aloisiuskolleg de Bad Godesberg à Bonn. Il est diplômé en droit de l'université de Fribourg-en-Brisgau après des études à l'université rhénane Frédéric-Guillaume de Bonn et à l'université de Genève. Il a repris en 1987 l'exploitation agricole et forestière de son père. Il est propriétaire du château Kreuzberg. Comme propriétaire forestier, il est le successeur de son père comme président de l'association forestière Waldbauvereins dans son district natal d'Ahrweiler.
Entre 1968 et 1970, il sert dans les forces armées en tant que lieutenant. Il est admis dans l’ordre souverain de Malte en 1976 et devient chevalier en obédience en 1985. De 1982 à 2014, il est chancelier de l’association allemande de l’Ordre et membre du comité exécutif du corps d'ambulanciers de l'association allemande. Il est élu membre du Souverain Conseil avec le titre de grand hospitalier en 1989, il mène parallèlement une carrière juridique jusqu’en 1990. Il est réélu à cette fonction de grand hospitalier jusqu'en 2014. Il est membre du Conseil pontifical Cor unum de 1994 à 2005 et membre du Conseil pontifical pour la pastorale des services de la santé depuis 1990.
Les 30 et 31 mai 2014, il est élu grand chancelier lors du Chapitre général. Le 6 décembre 2016 il est démis de ses responsabilités par le grand maître Matthew Festing puis réincorporé après la démission du grand maître, demandée par le pape.

## Crise au sein de l'Ordre
Il est à l'origine des problèmes récents de l'ordre souverain de Malte mais pris dans une situation de pouvoir qui dépasse sa personne. Le grand maître Matthew Festing a convoqué, le 6 décembre 2016, Boeselager dans son bureau, en présence de Raymond Burke, cardinal protecteur de l'Ordre et représentant du pape, pour exiger de lui sa démission. Festing se fondait sur une « situation extrêmement grave et intenable » que Boeselager aurait couverte : l'Ordre aurait distribué des préservatifs et des moyens abortifs en Afrique et en Asie à l'insu des instances romaines. Boeselager refusant de donner sa démission, prétextant que ces faits étaient déjà anciens et avaient été soumis au Conseil souverain. Festing lui rétorque qu'il « n'a pas d'autre choix, au nom de la promesse d'obéissance, que de lui ordonner de démissionner. » Comme Boeselager refuse toujours, le grand maître le démet de ses fonctions de grand chancelier de l'Ordre.
Le pape François décide le 22 décembre d'instituer une commission d'enquête et notamment de déterminer le rôle de Raymond Burke, qui aurait favorisé la démission de Boeselager qu'il jugeait trop « libéral ». Dans le même temps, le pape a nommé le frère du grand chancelier, Georg von Boeselager, un spécialiste des finances, à l'institut pour les œuvres de religion - IOR - la banque du Vatican. Un échange de lettre entre secrétaires d’État du Saint-Siège, le cardinal Pietro Parolin, et le grand maître de l'Ordre, révèle que le Saint-Siège n'avait jamais demandé la démission comme l'avait laissé entendre le cardinal Burke. Il demande entre autres que la démission du grand chancelier soit « suspendue » jusqu'au moment de la remise au pape du rapport de la commission d'enquête. Mais Matthew Festing ne reconnait aucune autorité à cette commission et demande à toute personne appartenant à l'Ordre de ne pas collaborer avec elle, toute collaboration serait considérée comme un acte de désobéissance.
Le 24 janvier 2017, le pape convoque Matthew Festing au Saint-Siège et exige sa lettre de démission, qui est acceptée. Pour être officielle il doit présenter sa démission devant le Conseil souverain. En attendant que cette situation se règle, c'est le numéro deux de l'Ordre, le grand commandeur Ludwig Hoffmann von Rumerstein, qui dirige l'Ordre. Le Conseil souverain prend acte le 28 janvier 2017 de la démission de son grand maître Matthew Festing.
Le cardinal Parolin envoie une lettre à tous les membres de l'Ordre dans laquelle il indique que, conformément à la constitution de l'Ordre, et « pour aider l'Ordre dans le processus de rénovation qui s'avère nécessaire, le Saint-Père nommera son délégué personnel avec les pouvoirs qu'il définira dans l'acte de nomination ». Il indique aussi que toutes les décisions du grand maître ,« prises après le 6 décembre sont nulles et invalides », entre autres les actes du Conseil souverain et la nomination du grand chancelier ad interim. Dans sa lettre du 29 janvier 2017, le pape confirme qu'il retire toute compétence au cardinal Burke et annonce la nomination, au côté du lieutenant ad interim, pour préserver le caractère souverain de l'Ordre, d'un délégué spécial qui sera chargé du « renouveau spirituel et moral de l'Ordre et, en particulier, de ses membres qui ont professé les vœux d'obéissance, chasteté et pauvreté » du substitut de la secrétairie d’État, Mgr Giovanni Angelo Becciu qu'il charge du statut des « membres profès » , afin qu'il réalise pleinement le but « de promouvoir la gloire de Dieu par la sanctification des membres, le service à la foi et du Saint Père et l'aide du prochain », envisageant ainsi une révision de la constitution de L'Ordre.
Le 29 avril 2017 le Conseil souverain de l'Ordre s'est réuni et a élu non pas un grand-maître, mais un lieutenant ad interim pour un an, Giacomo Dalla Torre del Tempio di Sanguinetto qui est élu grand-maître le 2 mai 2018 au cours du conseil complet d’État.

## Ordre souverain de Malte
- Grand chancelier de l'ordre souverain de Malte
- Bailli grand-croix d'honneur et dévotion de l'ordre souverain de Malte
- Grand-croix de l'ordre pro Merito Melitensi (classe civile)

## Décorations
- 1989 :  Grand-croix de l'ordre du Mérite de la République italienne
- 1990 :  Grand-croix de l'ordre de l'Infant Dom Henri (Portugal)
- 1993 :  Chevalier grand-croix de l'ordre sacré et militaire constantinien de Saint-Georges (Bourbon-Deux-Siciles)
- 1998 :  Grand officier de l'ordre de la Double Croix Blanche (Slovaquie)
- 1999 :  Grande médaille d'or de l'ordre du Mérite (Autriche)
- 1999 :  Grand-croix de l'ordre du Grand-Duc Gediminas (Lituanie)
- 2000 :  Compagnon honoraire avec étoile au sein de l'ordre national du Mérite (Malte)
- 2002 :  Chevalier grand-croix de l'ordre de Saint-Grégoire-le-Grand (Saint-Siège)
- 2009 :  Grand-croix de l'ordre du Mérite (Hongrie)
- 2010 :  Grand-croix de l'ordre du Christ (Portugal)
- 2012 :  Grand officier de l'ordre de l'Étoile de Roumanie
- 2015 :  Grand-croix de l'ordre d'Isabelle la Catholique (Espagne)